# Zahid Sheikh
Zahid Sheikh, född den 14 december 1949 i Sialkot, Pakistan, död 29 januari 2010 i Lahore, Pakistan, var en pakistansk landhockeyspelare.
Han tog OS-silver i herrarnas landhockeyturnering i samband med de olympiska sommarspelen 1972 i München.